# Jürgen Raschert
Jürgen Raschert (* 24. November 1937 in Berlin; † 8. Januar 2012 ebenda) war ein deutscher Soziologe und Gelehrter.

## Leben
Jürgen Raschert entstammte einer Juristenfamilie und studierte Soziologie, Philosophie und Politische Wissenschaften. Er schloss sein Studium 1965 als Diplom-Soziologe an der Freien Universität Berlin ab. 1966 wurde er Referent bei Hellmut Becker im Experimentalprogramm des Deutschen Bildungsrats.
Es folgten die Promotion 1972 an der Freien Universität Berlin (FU) und ebendort die Professur 1976 als ordentlicher Universitätsprofessor. Raschert stand sehr schnell der Prüfungskommission im Fachbereich Erziehungs- und Unterrichtswissenschaften vor, deren Vorsitzender er über 30 Jahre bis zu seiner Emeritierung im Jahr 2006 war. Er war langjähriger Dekan des Fachbereichs 12 Erziehungs- und Unterrichtswissenschaften.
Bildungspolitisch führte Jürgen Raschert in den 1970er Jahren in den SPD-regierten Ländern die neue Schulform Gesamtschule ein. Er integrierte die Pädagogische Hochschule Berlin in die FU und einige kleinere Institute auch in die Technische Universität Berlin sowie die Hochschule der Künste Berlin.
Sein Arbeitsbereich Theorie der Schule, Bildungspolitik, Geschichte, Organisation wurde von ihm gegründet und maßgeblich geprägt. Er prägte Generationen von Lehrern, Erziehungswissenschaftlern und Psychologen mit seinen Kenntnissen des deutschen und europäischen Schulwesens, der Pädagogik-Historie, der Philosophie in der Erziehungswissenschaft und der Bildungssoziologie. Er arbeitete seit den 1970er Jahren parallel zur Lehrtätigkeit am von Becker geleiteten Max-Planck-Institut für Bildungsforschung (MPIB).
Raschert lebte in Berlin-Westend, wo er am 8. Januar 2012 starb.

## Werke
- Gesamtschule. Ein gesellschaftliches Experiment, Klett-Cotta, Stuttgart 1974.
- Mit Jürgen Baumert: Vom Experiment zur Regelschule. Schulplanung, Curriculumentwicklung und Lehrerfortbildung in Zusammenarbeit von Lehrern und Verwaltung bei der Expansion der Berliner Gesamtschule, Klett-Cotta, Stuttgart 1978.
- Mit Georg Lind (Hrsg.): Moralische Urteilsfähigkeit. Eine Auseinandersetzung mit Lawrence Kohlberg über Moral, Erziehung und Demokratie, Beltz-Verlag, Weinheim/Basel 1987.
- Mit Klaus T. Hofmann, Christian Petry, Barbara Schlotmann (Hrsg.): Schulöffnung und Interkulturelle Erziehung. Wie Regionale Arbeitsstellen Familie, Schule und Nachbarschaft helfen können, Beltz-Verlag, Weinheim/Basel 1993.
- Zivilgesellschaft – was ist das, und was kann Schule dazu beitragen? In: Peter Kalb, Karin Sitte, Christian Petry (Hrsg.): Rechtsextremistische Jugendliche – was tun? 5. Weinheimer Gespräch. Beltz-Verlag, Weinheim/Basel 1999, ISBN 3-407-25221-8, S. 175–189.